# Dragove
Dragove falu Horvátországban Zára megyében. Közigazgatásilag Salihoz tartozik.

## Fekvése
Zárától légvonalban 24 km-re nyugatra, községközpontjától légvonalban 27 km-re, közúton 33 km-re északnyugatra a Dugi-sziget északnyugati részén, egy kis termékeny mező szélén, a Bokašin-öböltől mintegy négyszáz méterre fekvő magaslaton Brbinj és Božava között fekszik. Határában az északkeleti part előtt fekszenek a Tatišnjak, Veliki Planatak és Mali Planatak, valamint a Magarčić nevű kis szigetek, míg a délnyugati part közelében található a Mežanj-szigetecske a vele szemben fekvő Veli Žal nevű homokos stranddal. Közvetlenül a falumellett halad el az egész szigetet hosszában átszelő 109-es számú főút. Magas fekvéséből adódóan szép kilátás nyílik innen a környező szigetekre és a már a középkortól említett Dubovicai boldogasszony templomra, amely Mária-ünnepeken népszerű zarándokhelye volt a környező falvak lakosságának.

## Története
Dragove neve a „draga” főnévből (jelentése hegyek közötti völgy) ered. Ez a völgy ma is szépen látszik, mivel itt a dragovei mezőtől délre halad az aszfaltozott út Božava felé. Itt volt régen birtoka a zárai Drago családnak, így hát az is lehet, hogy a falu róluk kapta a nevét. Biztosan tőlük ered az 1359-től több forrásban is előforduló “Dragove njive” (Drago földjei) helynév is. Környéke már a római korban is lakott volt, amint azt a Dumbovice nevű domb alatti római épületmaradványok is igazolják. A horvát falu a 14. századtól szerepel az írott forrásokban, de ennél biztosan sokkal régebbi, hiszen plébániatemplomát a 12–13. századra keltezik. A régi egyházi sematizmusok megjegyzik, hogy Dragove népe a szarajevói püspökség területén fekvő boszniai Vidovče faluból települt be ide. Területe a 14. században a Drago család birtoka volt, akiktől a 15. században a szintén zárai Salomoni család vásárolta meg. A falu területe a sziget többi részéhez hasonlóan Zárához tartozott, majd 1409-től a várossal együtt a Velencei Köztársaság része lett. A 18. század végén Napóleon megszüntette a Velencei Köztársaságot. Dugi otok 1797 és 1805 között Habsburg uralom alá került, majd az egész Dalmáciával együtt a Francia Császárság része lett. 1815-ben a bécsi kongresszus újra Ausztriának adta, amely a Dalmát Királyság részeként Zárából igazgatta 1918-ig. A településnek 1857-ben 219, 1910-ben 323 lakosa volt. Az első világháborút követően előbb a Szerb-Horvát-Szlovén Királyság, majd Jugoszlávia része lett. A népesség nagyarányú csökkenése az 1970-es években megindult kivándorlás (főként Amerikába és Ausztráliába) miatt történt. A falunak 2011-ben 36 lakosa volt, akik hagyományosan mezőgazdasággal, halászattal és újabban egyre inkább turizmussal foglalkoznak.

## Lakosság
| Lakosság változása | Lakosság változása | Lakosság változása | Lakosság változása | Lakosság változása | Lakosság változása | Lakosság változása | Lakosság változása | Lakosság változása | Lakosság változása | Lakosság változása | Lakosság változása | Lakosság változása | Lakosság változása | Lakosság változása | Lakosság változása |
| ------------------ | ------------------ | ------------------ | ------------------ | ------------------ | ------------------ | ------------------ | ------------------ | ------------------ | ------------------ | ------------------ | ------------------ | ------------------ | ------------------ | ------------------ | ------------------ |
| 1857               | 1869               | 1880               | 1890               | 1900               | 1910               | 1921               | 1931               | 1948               | 1953               | 1961               | 1971               | 1981               | 1991               | 2001               | 2011               |
| 219                | 500                | 221                | 285                | 352                | 323                | 392                | 333                | 381                | 370                | 332                | 311                | 78                 | 139                | 42                 | 36                 |

## Nevezetességei
- Szent Lénárd tiszteletére szentelt plébániatemploma a 12. vagy a 13. században épült egy szép kilátást nyújtó magaslaton. Egyhajós épület, homlokzata előtt zömök harangtoronnyal, rajta gúla alakú toronysisakkal. Az eredeti templomnak három oltára volt és többször (1850-ben, 1938-ban) megújították. A Kármelhegyi boldogasszony szobra a lukai Ive Šutrin fogadalmi ajándéka. Egy időben szolgálatát Božaváról látták el. Amint azt az 1603-as egyházi vizitáció alkalmával megjegyzik a hívek oda jártak át Húsvétkor áldozni, mivel Dragovén nem őriztek eucharisztiát.[2] Anyakönyveit 1684-óta vezetik. A temető a templom körül található. A plébániaház 1855-ben épült.
- A falutól két kilométerre, a nyugati oldalon található a 131 méter magas Dubovica-domb. A dombon a 15. század elején fogadalmi templomot építettek a Kisboldogasszony tiszteletére, amelyet 1420-ban említenek először. A fehérre meszelt falú Mária-kegyhely képét a nép Dubovicai boldogasszonynak nevezi. A templomot később 1674-ben említi egy okirat. A homlokzat feletti harangtornyot 1737-ben építették. A templom mai formáját 1903-ban nyerte el és 1919. július 10-én szentelte fel újra dr. Vinko Pulišić zárai érsek.[2] Mai márvány oltárát 1861-ben építették. A régi Boldogasszony képet rossz állapota miatt 1938-ban újra cserélték, majd később a régi képet is restaurálták Zágrábban és ma Zárában az egyházművészeti emlékek állandó kiállításán látható. Az oltár 1961-ben felszentelt új domborműve Mile Wood szobrászművész munkája Máriát gyermekként ábrázolja összetett kezekkel fehér ruhában, kék övvel, körülötte 12 arany csillagból álló koszorúval. Feje felett angyalok arany koronát tartanak. A korona felett kereszt magasodik, amely egyúttal az oltár keresztje is.[2] A templom minden év Kisboldogasszony és Nagyboldogasszony ünnepén nagy zarándoklat helyszíne. A zarándokhely népszerűségéről tanúskodik a templomban látható számos fogadalmi ajándék.